# Campo de concentración de Vaivara

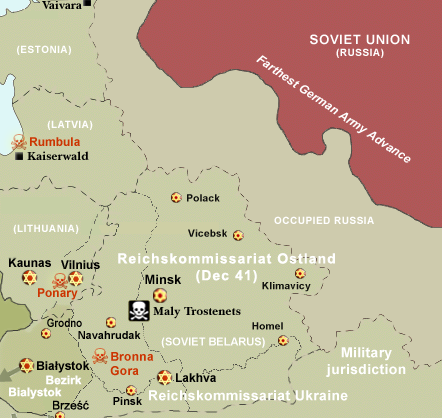
Campos de concentración en el Reichskommissariat Ostland (marcados con un cuadrado negro).

El campo de concentración de Vaivara fue el más grande de los 22 campos de concentración y de trabajo establecidos en la Estonia bajo el régimen nazi durante la Segunda Guerra Mundial. Unos 20.000 prisioneros judíos pasaron por sus puertas.
Supuestamente, fue fundado en 1943 en el municipio de Vaivara, parte del condado de Ida-Viru, como un campo para prisioneros de guerra soviéticos. Desde agosto de 1943 hasta febrero de 1944, fue el centro más importante de los 20 campos de trabajo forzado localizados a lo largo de toda Estonia.